# Çeltikçi, Gediz
Çeltikçi là một xã thuộc huyện Gediz, tỉnh Kütahya, Thổ Nhĩ Kỳ. Dân số thời điểm năm 2008 là 350 người.